# 高純度romance
《高純度romance》是日本二人偶像團體近畿小子的第44張單曲，於2022年3月16日由傑尼斯娛樂唱片公司發行。

## 概要
本單曲為KinKi Kids於出道25週年推出的第一彈單曲，由曾與團體合作多次的松本隆作詞、增子達郎作曲，並加入編曲家富田惠一的世界觀，傳遞出「在這容易失去夢想與希望的世道中，更應該好好重視與他人的連繫並向前邁進」的訊息，是一首充滿愛的人生應援曲。
收錄歌曲方面，本作同時推出初回版A（CD+Blu-ray/DVD）、初回版B（CD+Blu-ray/DVD）和通常盤（CD ONLY），三種版本的封面各不相同。
另外，本單曲刷新團體所保持的金氏世界紀錄，成為自出道以來新入Oricon銷量榜即奪取週榜第一名的連續第44張單曲，首週銷售共16.5萬張。

## 收錄內容

### 初回版A

#### CD
1. 高純度romance
（作詞：松本隆 / 作曲：增子達郎 / 編曲：富田惠一）
2. Precious Memories
（作詞・作曲：堂島孝平 / 編曲：363820）
3. 高純度romance -Backing Track-

#### Blu-ray／DVD
1. 高純度romance Music Video
2. 高純度romance Another Music Video「Only KinKi Kids Ver.」

### 初回版B

#### CD
1. 高純度romance
2. 真惆悵呢（切ないね）
（作詞：西野蒟蒻 / 作曲：YCM / 編曲：石塚知生）

#### Blu-ray／DVD
1. Anniversary from KinKi Kids Concert 2022

### 通常版（CD ONLY）
1. 高純度romance
2. 好久沒有牽手了呢（手をつなぐのは久しぶりだね）
（作詞：久保田洋司 / 作曲：Fredrik "Figge" Bostrom・Pontus Soderqvist・草川瞬・Lars Safsund / 編曲：Kevin Charge / 和聲編排：竹内浩明）
3. My only one
（作詞：Komei Kobayashi / 作曲：Marcus Lindberg・Albin Nordqvist・坂室賢一 / 編曲：坂室賢一 / 和聲編排：竹内浩明）

## 外部連結
- YouTube上的KinKi Kids - 高純度romance【Official Music Video】(short ver.)